# Loi en dimensions finies
En mathématiques, et plus précisément en théorie des processus stochastiques, les lois en dimension finie (en anglais finite-dimensional distributions) est une famille de mesures images d'un processus stochastique projetées sur un espace vectoriel de dimension finie.

## Definition
Soit {\displaystyle (\Omega ,{\mathcal {F}},\mathbb {P} )} un espace de probabilité et {\displaystyle (X_{t})_{t\geq 0}} un processus stochastique.
Pour {\displaystyle n\in \mathbb {N} }, on définit la famille de tous les points finis dans le temps {\displaystyle \{t_{1},\dots ,t_{n}:0\leq t_{1},\dots ,t_{n}<\infty \}} par la mesure image de {\displaystyle \mathbb {P} } sous {\displaystyle (X_{t_{1}},\dots ,X_{t_{n}})} une famille de mesures de probabilité {\displaystyle \{\mathbb {P} _{t_{1},\dots ,t_{n}}\}} sur {\displaystyle (W^{n},\Sigma ^{n})}, qui sont appelées lois en dimensions finies.